# Hang On to Your Resistance
Hang On to Your Resistance è l'album di debutto del cantautore canadese Tom Cochrane (l'album è a nome Cochrane), pubblicato dall'etichetta discografica Daffodil Records nel dicembre del 1974.

## Tracce

### LP
Lato A
Testi e musiche di Tom Cochrane.
1. Hang On to Your Resistance – 3:40
2. West Coast Saga – 4:06
3. Charlie Was a Dancer – 3:03
4. Didn't I Lorraine? – 4:22
5. You're Driving Me Crazy (Faith Healers) – 2:38

Lato B
Testi e musiche di Tom Cochrane.
1. I Wish That I (Could See You Now) – 4:51
2. Revelations: Visions in a Dream – 3:27
3. What's in You? – 3:45
4. When I'm with You – 2:31
5. Another Page – 3:18

## Musicisti
- Tom Cochrane – voce, chitarra acustica, chitarra elettrica, tastiere
- Rick Nickerson – basso, percussioni aggiunte
- Deane Cameron – percussioni

Altri musicisti
- Allan Booth – pianoforte (in tutti i brani eccetto: When I'm with You)
- Dave Cooper – chitarra elettrica, chitarra steel, chitarra a sei corde (brano: What's in You?)
- Ian Guenther – archi (brano: You're Driving Me Crazy (Faith Healers))
- Danny – oboe (brano: Didn't I Lorraine?)
- Dave Budgell – cori di sottofondo (brano: When I'm with You)
- Peter Rochon – tastiere aggiunte (effetti)

Note aggiuntive
- Cochrane – produttore
- Cochrane, Paul Barker, Francis W. H. Davies – co-produttori, mix down
- Chesterfield Music Company (Deane M. Cameron) – produttore esecutivo
- Tutti i brani (eccetto: When I'm with You e West Coast Saga) registrati al Toronto Sound Studios, Toronto, Canada
- Paul Barker – ingegnere delle registrazioni
- Brani: When I'm with You e West Coast Saga, registrati al RCA Studios, Toronto, Canada da "Cub" Richardson
- Robert Ludwig – ingegnere mastering (Sterling Sound, New York)
- Cochrane & Patrick McFarlane – progetto copertina album
- Patrick McFarlane – fronte e retrocopertina album
- Richard Rallon – foto retrocopertina album [2]